# Ostoja Poligon Orzysz
Ostoja Poligon Orzysz este o arie protejată (arie de protecție specială avifaunistică — SPA) din Polonia întinsă pe o suprafață de 21.207,98 ha, integral pe uscat.

## Localizare
Centrul sitului Ostoja Poligon Orzysz este situat la coordonatele 53°43′49″N 22°00′57″E / 53.7304°N 22.0159°E.

## Înființare
Situl Ostoja Poligon Orzysz a fost declarat arie de protecție specială avifaunistică în octombrie 2007 pentru a proteja 15 specii de animale.

## Biodiversitate
Situată în ecoregiunea continentală, aria protejată nu include niciun habitat protejat.
La baza desemnării sitului se află mai multe specii protejate de  păsări (15): acvilă țipătoare mică (Aquila pomarina), buhai de baltă (Botaurus stellaris), caprimulg (Caprimulgus europaeus), barză albă (Ciconia ciconia), barză neagră (Ciconia nigra), cristeiul de câmp (Crex crex), cocor (Grus grus), codalb (Haliaeetus albicilla), ciocârlie de pădure (Lullula arborea), gaia neagră (Milvus migrans), gaia roșie (Milvus milvus), viespar (Pernis apivorus), cresteț cenușiu (Porzana parva), cresteț pestriț (Porzana porzana), cocoșul de mesteacăn (Tetrao tetrix tetrix).